# Kradsuld
Kradsuld er en især historisk uldtype bestående uldfibre som bliver genbrugt ved at findele og opkradse gammelt uldstof og affald fra spinderier og væverier. Kradsuld har dårligere slidstyrke end ny uld på grund af kortere fibre.
Uldaffaldet sorteres efter farve, kvalitet og forarbejdning før det kradses til uldfibre. Fibrene tager mindst skade når uldstoffet er spundet og strikket løst, og kradsuld af den type har kvalitetsbetegnelsen shoddy. Hvis ulden er valket, bliver mange uldfibre revet over ved opkradsningen, og man får en kvalitet som kaldes mungo. Hvis ulden også indeholder plantefibre, fås den dårligste kvalitet som kaldes ekstraktuld.
Kradsuld var mest anvendt til fyldgarn i dobbeltvævede frakkestoffer og lavkvalitetsuldtæpper. Ved spinding af kradsuld er det nødvendigt at sno det meget stærkt på grund af den korte fiberlængde.